# Markowe Szczawiny

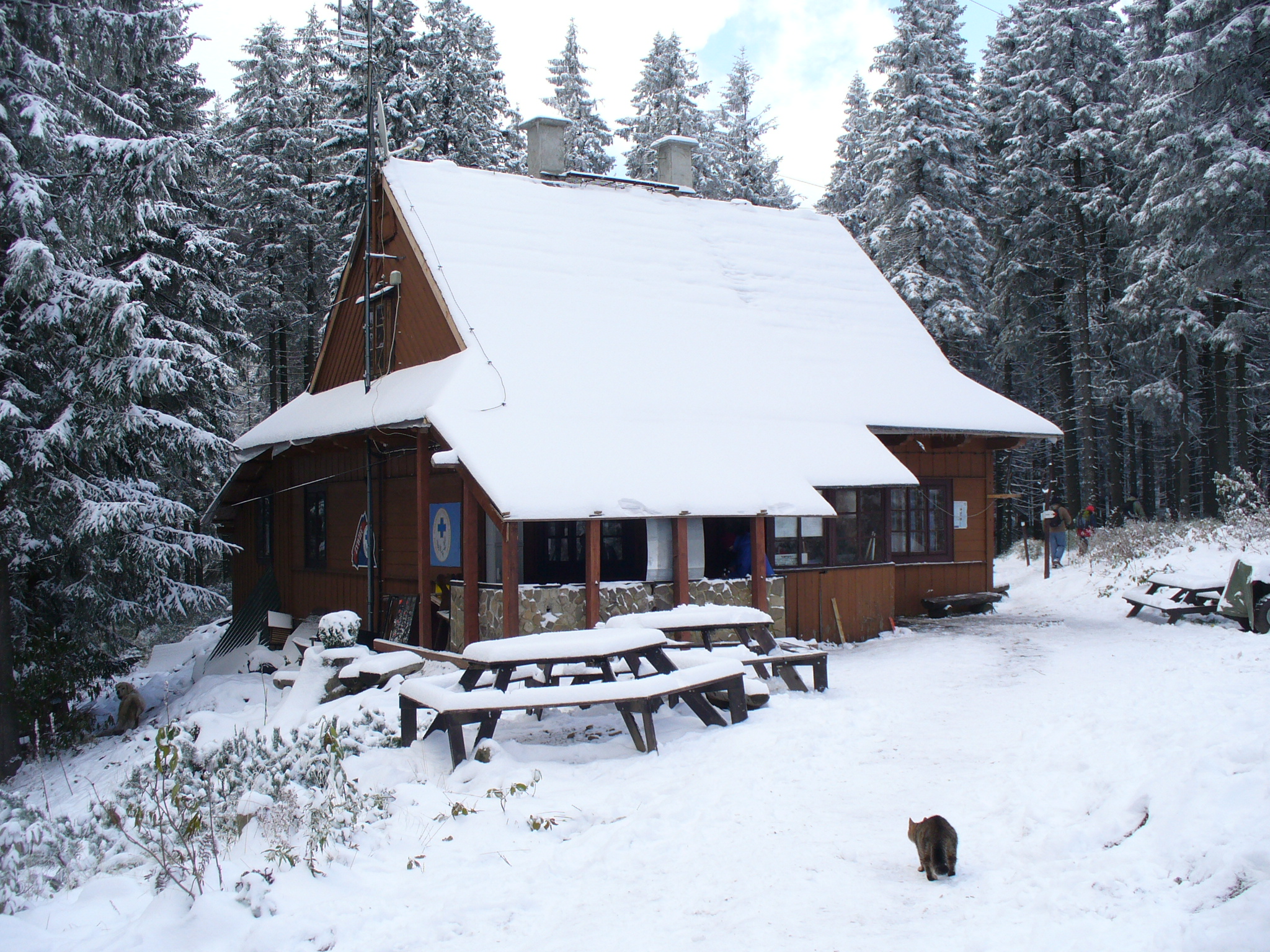
Dawna GOPR-ówka, obecnie siedziba Babiogórskiego Ośrodka Historii Turystyki Górskiej na Markowych Szczawinach

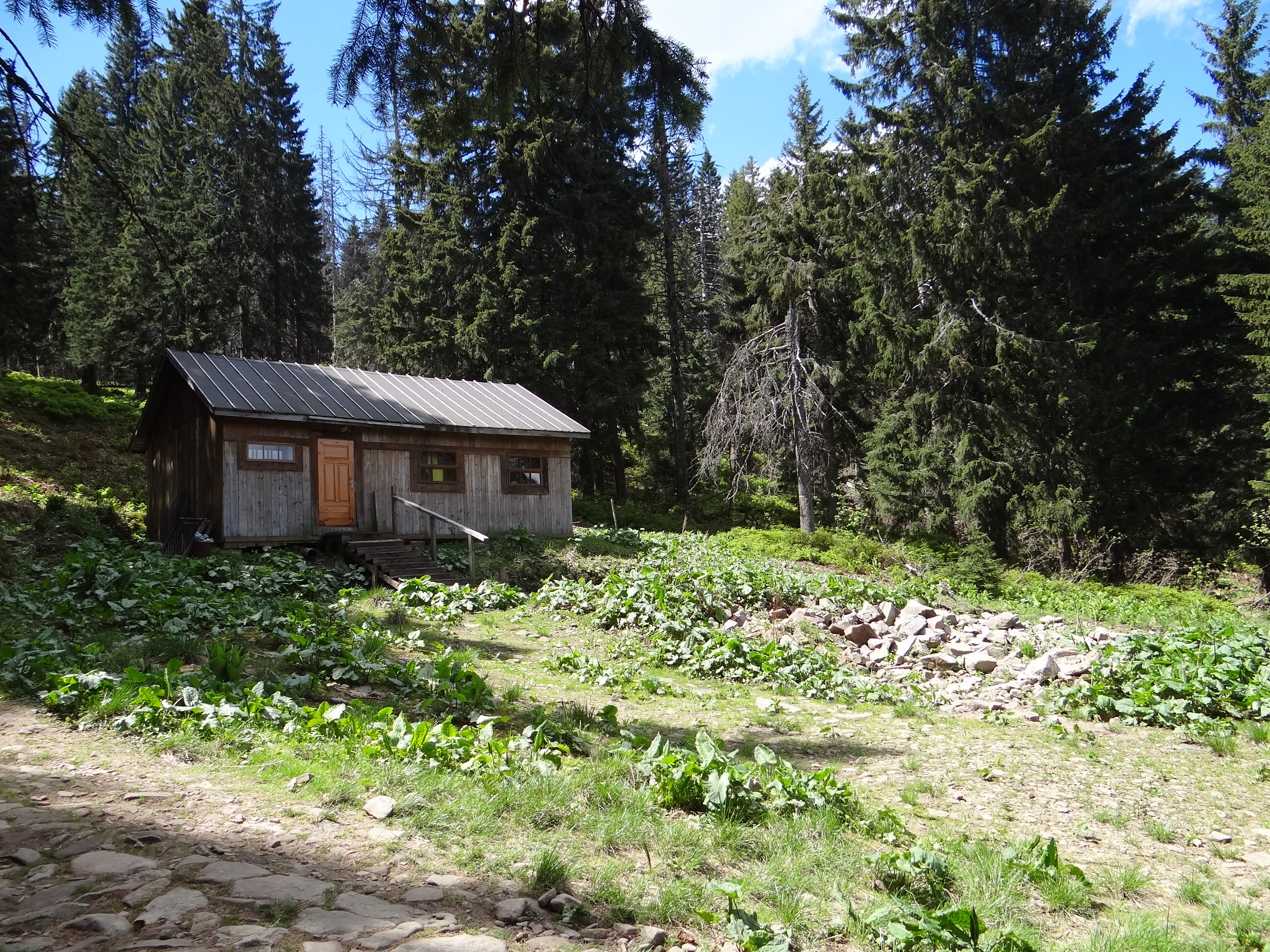
Markowe Szczawiny i kępy szczawiu alpejskiego

Markowe Szczawiny – miejscowość typu schronisko turystyczne, niewielka polana położona na północnych stokach Babiej Góry na wysokości 1180 m n.p.m. w województwie małopolskim, w powiecie suskim, w gminie Zawoja. Znajduje się na terenie Babiogórskiego Parku Narodowego.

## Historia
Dawniej była częścią większej hali o nazwie Markowa Hala. Nazwa wywodzi się od właściciela – nieznanego Marka z Zawoi. Drugi człon nazwy wywodzi się od szczawiu alpejskiego, do dziś obficie rosnącego w miejscach po dawnych koszarach, czemu sprzyja wysoka zawartość związków azotu (pozostałość po odchodach owiec). Przed laty wypasano na polanie owce, a miejsca, w których rósł szczaw alpejski (na pasterskich halach będący chwastem) nazywano szczawinami.
Przed 1906 było to miejsce krzyżowania się kilku szlaków turystycznych oraz wygodne miejsce biwakowe dla turystów odwiedzających Babią Górę. W 1906 Towarzystwo Tatrzańskie zbudowało tu pierwsze polskie schronisko turystyczne w tej części Beskidów, znane do dziś jako schronisko PTTK Markowe Szczawiny. Obiekt przetrwał do 2007 i w 2010 zastąpił go nowy budynek.
Oprócz schroniska turystycznego na polanie znajduje się także budynek, mieszczący dawniej dyżurkę GOPR, a obecnie Babiogórski Ośrodek Historii Turystyki Górskiej na Markowych Szczawinach.

## Stacja pogodowa
29 sierpnia 2021 na budynku Babiogórskiego Ośrodka Historii Turystyki Górskiej w znajdującej się w nim Stacji Ratunkowej GOPR uruchomiono stację pogodową APRS ze zdalnym odczytem. Urządzenia mierzą zewnętrzną temperaturę, wilgotność i ciśnienie, ze względu na bardzo duże zalesienie polany nie mierzą prędkości wiatru (co i tak nie miało by sensu z pomiarowego punktu widzenia). Stacja pracuję w sieci APRS spod znaku SR9WXY i funkcjonuje również jako węzłowa stacja retransmisyjna (digi).
Odczyty dostępne są przez stronę Internetową, aplikację mobilną lub bezpośrednio przez WebSerwis w formacie JSON, skąd można ściągać również dowolne dane archiwalne.

## Szlaki turystyczne
Na Markowych Szczawinach zbiega się większość szlaków turystycznych Babiogórskiego Parku Narodowego:
 z Zawoi Czatoży poprzez Akademicką Perć na Diablak (częściowo przez Górny Płaj),
 prowadzi z Ryżowanej,
 prowadzący z Zawoi Markowej,
 z przełęczy Krowiarki (około 2 godzin od parkingu samochodowego – Górny Płaj),
 z Przełęczy Jałowieckiej i Czarnej Hali przez Przełęcz Bronę na Diablak.